# 제트 엔진

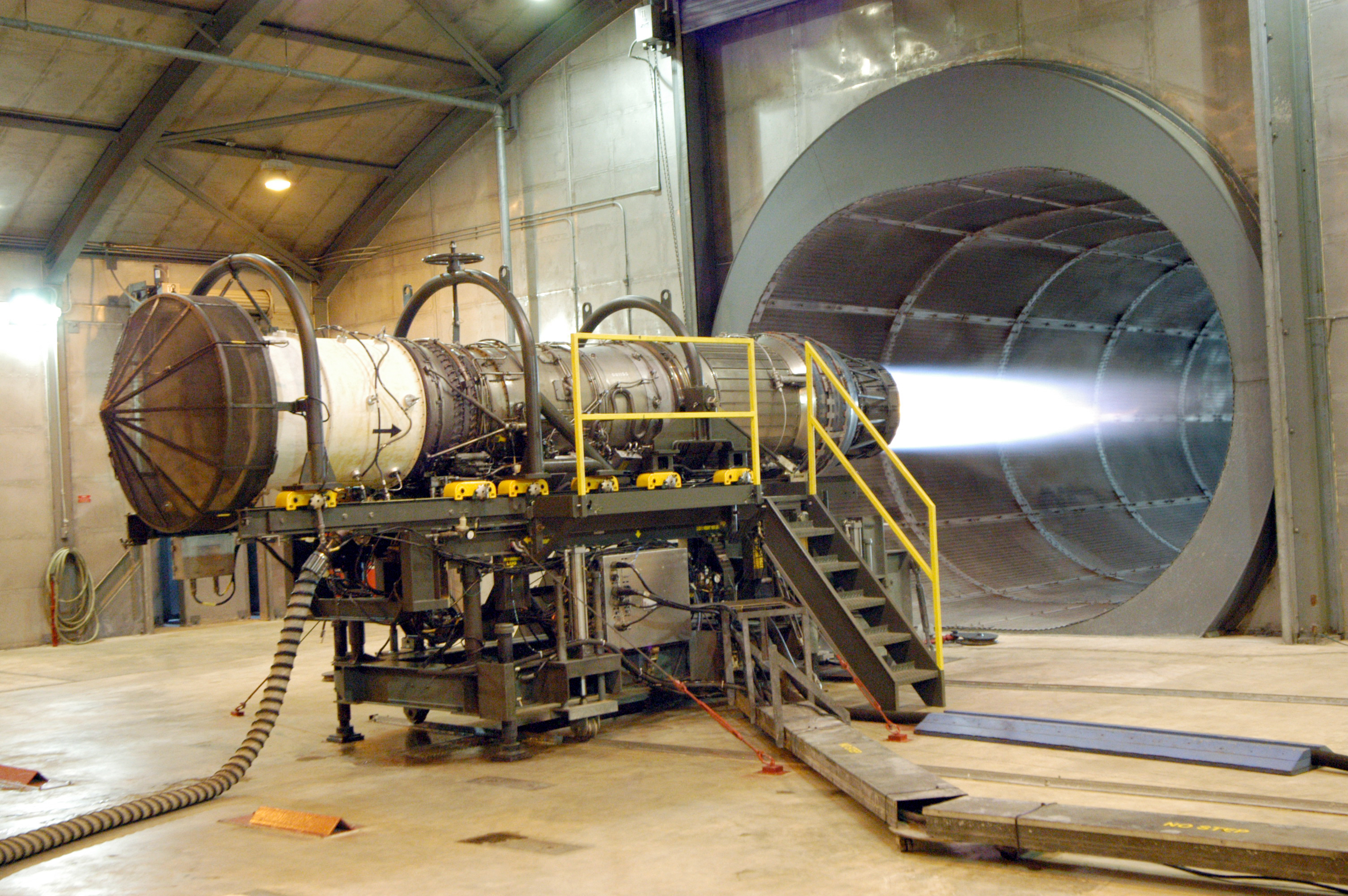
F-15E에 장착되는 프랫 앤 휘트니사의 F100 터보팬 엔진

제트 엔진(영어: jet engine)은 가열된 가스(공기)를 빠르게 분사하여 제트 추진으로 추력을 발생시키는 리액션엔진의 일종이다. 내부에서 연소시킨 고온의 가스를 분출함으로써 뉴턴의 세 번째 운동 법칙인 작용-반작용 원리에 의해 추력을 얻는다. 제트 엔진은 넓은 의미로 로켓, 워터제트, 하이브리드 추진체 등이 포함될 수 있지만, 일반적으로 터보제트, 터보팬, 스크램제트, 램제트, 펄스제트 등을 지칭한다. 좁은 의미로는 가스 터빈 엔진, 즉 터보제트만을 의미한다. 제트 엔진은 가스 터빈과 동일한 의미로도 쓰이는데 이는 제트 엔진 거의 대부분이 가스 터빈 엔진으로 만들어지기 때문이다.

## 역사
제트 엔진의 역사는 기원전 1세기 아에올리스의 공이라 불리는 이알러파일(aeolipile)로 거슬러 올라간다. 증기력으로 구동되던 이 기관은 아쉽게도 자료가 극히 미미하다. 오늘날의 제트 추진에 의한 기관이 구체화된 것은 로켓에 의해서였다. 연료를 빠르게 연소시켜 추력을 얻는 방식으로 불꽃놀이에 사용되었고 후에는 무기로 발전한다.
20세기에 들어서면서 제트 엔진의 개발이 두드러지게 되는데 이는 항공기의 동력 기관으로 피스톤 엔진과 프로펠러에 의한 추진이 한계를 보였기 때문이다. 피스톤을 사용하는 엔진은 추력에 비하여 무거웠고 무엇보다도 프로펠러에 의한 추진은 프로펠러의 날개 끝이 초음속으로 회전할때에는 당시의 재료가 이를 견디기 힘들었다. 이렇게 하여 등장한 것이 가스 터빈 엔진, 즉 제트 엔진이다.
가스 터빈의 발상은 사실 영국인 존 바버(John Barber)에 의해서였다. 그는 1791년 기본적인 개념의 가스 터빈 설계로 특허를 획득하였지만 실용화하지 못했다. 이후 20세기 에 들어서면서 본격적인 개발이 진행되는데 초기의 제트 엔진 기관은 지금과는 다르게 압축공기를 피스톤 엔진으로 압축하여 연료와 함께 연소시켜 추력을 얻는 방식이었다. 이러한 방식으로 Secondo Campini가 Caproni Campini N.1를, 일본은 Tsu-11를 개발하려 하였으나 실용화에는 실패하였다. 일본의 Tsu-11은 카미카제 비행기에 사용할 계획이었다.
제트 엔진이 실제적으로 사용할 수 있게 된 것은 압축기를 엔진 자체의 동력으로 구동하면서이다. 노르웨이 공학자 Ægidius Elling이 1903년에 이를 실현하였고 몇몇 기관이 선보였지만 안정성과 지속적인 구동이 어려워 크게 성공하지 못했다. 그러던 중 영국의 프랭크 휘틀이 터보제트에 대한 연구를 진행하였고 비슷한 시기에 독일의 한스 폰 오하인 또한 항공기용 가스 터빈 엔진의 개발을 시작하였다. 1937년에 휘틀은 세계 최초의 제트엔진인 파워 제트 WU(Power jets WU)를 완성시켰으며 곧이어 오하인 또한 에른스트 하인켈(Ernst Heinkel)사와 협력하여 1937년 HeS-1엔진 개발에 성공한다. HeS-1은 수소를 연료로 사용하였지만 이후 개발을 지속하여 가솔린을 연료로 하는 출력 5kN의 HeS-3을 개발하였고 하인켈사의 He178에 탑재되어 1939년 8월 27일 세계 최초로 제트 엔진에 의한 비행에 성공한다.
최초의 제트 비행임에도 여기에는 문제가 있었다. 압축기가 너무 커 엔진 단면이 커져버렸고 여기에 따르는 문제로 효율이 좋지 못했다. 이 문제를 해결한 것은 오스트리아의 Junkers' engine division(혹은 Jumo라고도 함)으로 원심력으로 공기를 압축하는 대신 마치 터빈을 거꾸로 설치하듯 팬을 다단으로 설치하여 공기를 압축하였다. 기관은 더욱 복잡해졌지만 결과적으로 엔진은 작아졌고 이 엔진은 Jumo004로 명명되었다. 이 엔진은 1944년 세계 최초의 제트 전투기인 메서슈미트(Messerschumitt) Me 262에 탑재된다. 그리고 그 얼마 뒤 연합군도 그동안 독자적으로 개발해온 제트 전투기를 실전 배치하게 된다.

## 엔진의 종류
| 종류              | 특징 | 장점 | 단점 | 용도 |
| 원심식 터보제트   | 초기 항공기에 사용되었던 엔진으로 내부로 들어오는 공기를 원심식 블레이드를 통해 블레이드 바깥으로 밀어내어 압축하는 형태를 가진다. | 설계가 쉽다. | 기초적인 구성이므로 효율과 성능을 향상하는 기술이 없다. 엔진의 내부에 항력발생량 증가 요인인 원심식 압축터빈이 있고 엔진의 출력이 커지려면 엔진의 직경이 매우 커져야 하며 이러면 항력발생량이 너무 커져 고속비행에 불리하다. | 초창기 전투기, 미사일, RC항공기 등. |
| 축류식 터보제트   | 나치 독일에 의해 최초 개발된 종류의 엔진으로 여러 단의 축류식 블레이드만으로 공기를 압축한다. | 설계가 쉬우며 효율과 성능을 향상하기 위해 엔진 내부 터빈 수를 늘리고 직경은 조금씩만 키우며, 따라서 엔진의 길이가 길고 직경이 작은, 세장비가 긴 형태로 만들어져 항력이 적고 고속비행에 유리하여 터보팬이 보급될때까지 한동안 주력 엔진이었다. | 효율과 성능을 향상시킬수는 있으나 향상시켜도 그다지 좋지 못하여 연비가 떨어지고, 또한 매연발생량이 엄청나 환경을 오염시킬수 있다. | 나치 독일 후기의 군용기 및 냉전기 동서 양측의 항공기, 일부 미사일, 소수의 RC항공기 등. |
| 터보팬            | 기존 축류식 터보제트를 코어로 삼고, 앞에 중공축을 장비한 뒤 해당 축에 코어보다 큰 터빈을 장착하여 마치 가솔린 항공기 엔진이 프로펠러를 돌리는 것처럼 전방 저압터빈으로 추진력의 일부를 내는 방식. 차이점이라면 가솔린 항공기는 모든 추진력이 프로펠러만으로 나오나 터보팬은 코어가 추진력을 어느정도 낸다는 점이다. 바이패스비가 낮은 저바이패스 엔진들은 코어의 터보제트가 주 추력을 내며 고바이패스 엔진들은 팬이 주 추력을 낸다. | 소음이 덜하고 아음속에서 효율적이다. 매연발생량이 줄어들어 환경오염이 덜하며 축류식 터보제트만큼은 아니나 고속 영역에서도 어느정도 효율이 있다. 또한 애프터버너 장비 시 따로 흡기구가 필요했던 터보제트와는 다르게 앞의 큰 팬에서 나오는 바이패스 에어로 직접냉각이 가능하여 따로 설계를 바꾸거나 할 필요가 없이 그저 덕트를 뒤로 길게 늘여 애프터버너와 합치면 된다. 또한 역추진을 통한 급감속을 이용, 단거리 이착륙 능력(STOL)을 확보하는 것은 물론 자력후진이 가능해진다는 강점도 있다. 효율을 높이고 역추진 추력을 확보하고자 매우 거대한 팬을 달기도 한다. | 설계와 구성이 복잡해진다(바이패스 덕트, 샤프트 수의 증가 등), 엔진이 커지고 무거워진다. FOD(외부 물질에 유입되어 입는 손상)와 동결에 따른 손상(ice damage)에 취약하다. | 여객기, 화물기, 전투기, 폭격기, 대잠초계기, 수상기, STOL 능력을 갖춘 군용수송기들 중 대형 고중량 대출력을 요구받는 기종들 등 현대의 거의 모든 제트 항공기                                                                |
| 터보프롭          | 터보팬 엔진을 기반으로 하여, 앞쪽 축에 기어박스를 연결하고 그 기어박스에 팬 대신 프로펠러를 연결, 구동하기 위해 가스터빈 엔진을 사용한다. | 저속에서 효율이 매우 높다.(시속 500 - 700km) 엔진 자체가 어느정도 추진력을 내기도 한다. | 속도에 한계가 있고 가스 터빈 사용으로 소음이 많고 구동계가 복잡하다. | STOL성능이 필요한 항공기들에 대규모로 사용되는 경향이 있다. 특히 중량이 많이 무겁지는 않으나 여러 화물을 싣고 지형에 크게 구애받지 않고 자유자재로 뜨고 내릴 것을 요구받을 경우 쓰인다. 또한 경비행기에도 자주 사용된다. |
| 원심식 터보샤프트 | 터보제트 엔진을 기반으로 하여 뒤쪽 측면으로 샤프트를 내어 기어박스에 연결, 축 회전속도를 적절히 감속시켜 메인로터와 테일로터를 구동하는데 사용되거나 또는 동륜을 구동하는데 사용되는 엔진. | 저속에서 효율이 높으며 엔진 자체가 추진력을 내지 않도록 만들어져 호버링에 유리하다. | 터보프롭보다 속도한계가 더 낮아 느리며 효율도 그렇게 좋지는 못하다. | 서방 헬리콥터 및 고정익 수송기, 동서방 가스터빈 전차 및 선박에 사용. |
| 축류식 터보샤프트 | 터보제트 엔진을 기반으로 하여 뒤쪽 측면으로 샤프트를 내어 기어박스에 연결, 축 회전속도를 적절히 감속시켜 메인로터와 테일로터를 구동하는데 사용되거나 또는 동륜을 구동하는데 사용되는 엔진. | 저속에서 효율이 높으며 엔진 자체가 추진력을 내지 않도록 만들어져 호버링에 유리하다. | 원심 블레이드가 들어가지 않아 원심식 터보샤프트보다는 엔진 내부 항력발생량이 적기 때문에 고속성 및 효율 면에서는 우위에 있지만, 속도한계가 터보프롭보다 낮은 것은 동일하다. 또한 공기압축능력이 떨어져 고고도에서 활동하기 힘들어 해발고도가 높은 지역에서는 헬기임에도 불구하고 활주이착륙을 해야하는 경우가 더러 있다.                                   | 동구권 헬리콥터 거의 전부 및 고정익 수송기(안토노프 An-140이 사용), 동서방 선박 추진기관에 사용. |
| 프롭팬            | 터보프롭 엔진이 하나 이상의 프로펠러를 구동하는 마치 덕트를 뺀 터보팬과 유사한 형식이다. | 연료 효율이 매우 높다. 1980년대에 고유가로 유행했었다. | 터보팬보다 복잡하고 소음이 많아 개발에 한계가 있다. | 일부 고정익 항공기. |
| 램제트            | 공기압축기를 사용하지 않고, 기압을 이용하는 엔진 | 초음속에선 아주 안정적으로 작동하고, 가볍다. | 어느 일정한 속도에 도달해야 잘 작동하며, 낮은 속도에선 시동이 걸리지 않거나 걸리더라도 작동이 불안정하다. | 유도 미사일 |
| 터보램제트        | 터보제트 뒤쪽 애프터버너에 램제트 기능을 넣은 엔진 | 초음속에서 안정적이면서도 저속에서도 안정적이다. | 엔진이 매우 크고 길며, 무겁다. 속도영역에 따라선 어느 한쪽을 꺼야 하나, 가속할 시에는 램제트 엔진이 애프터버너로 쓰여야 해서 켜지게 된다. 연비가 그다지 좋지 못하고, 고속비행으로 인한 대기마찰열 등의 사유로 기체가 자연열처리가 된다고도 할 정도로 매우 뜨거워지기 때문에 유압계통 유격이 커 평상시에도 기름이 타 항공기보다 더 많이 새도록 되어야 한다. | SR-71 등 고고도 초음속 정찰기 전용엔진. |

## 터보 제트 엔진
일반적으로 사용되는 좁은 의미의 제트 엔진이 터보제트이다. 간단히 말한다면 가스 터빈 기관을 그대로 동력기관으로 사용할 때 터보젯이 된다. 여기에 바이패스(by-pass ratio)를 높이기 위해 압축기의 1단 팬을 확대한 것이 터보팬으로 대부분의 항공기들이 이 터보팬 엔진이다. 또 다른 방식으로 터빈에서 얻은 동력을 압축기뿐 아니라 따로 축을 연결하여 프로펠러 등을 구동하는 것이 터보프롭, 터보샤프트이다.
터보젯 엔진에 의한 추진을 프로펠러에 의한 추진과 비교할 때 상대적으로 적은 공기를 흡입하여 분출한다. 반면에 프로펠러는 많은 공기를 취하지만 상대적으로 느리게 공기를 밀어낸다. 이러한 이유로 비행체가 고속으로 기동할 때나 높은 고도에서(공기가 희박) 제트 엔진의 효율이 더 좋아진다. 다시 말하면 저속에서는 프로펠러에 의한 추진이 유리하다. 이러한 이유로 가스터빈에 프로펠러를 연결한 터보프롭기가 단거리나 저속 비행에 이용되고 있다.

## 터보팬 엔진

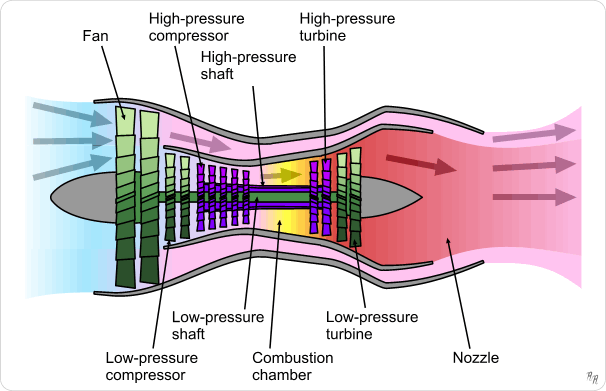
터보팬 엔진의 공기흐름을 나타낸 그림

현대의 항공기 엔진은 거의 대부분 터보팬이다. 제트 엔진, 즉 터보젯 엔진에
제트 엔진이 항공기 엔진으로 사용되던 초창기엔 군사용과 일반 항공기용이 크게 다르지 않았다. 오늘날 대부분의 터보팬 엔진은 연료 효율을 높이고 소음을 줄이기 위해 낮은 추력비를 갖는데 이것은 상대적으로 바이패스비가 높음(4-8:1)을 의미한다. 하지만 군사용으로 사용되는 터보팬 엔진은 소음이나 연료 효율보다는 높은 추력을 요구함으로 바이패스비가 낮다(보통 2.0이하).

## 구성
엔진 종류에 따라 상이한 구성 요소들을 갖지만 제트 엔진은 일반적으로 다음과 같은 구성 요소를 갖는다.
- 공기 유입구(Air Intake)

제트 엔진으로 공기가 유입되는 통로이다. 아음속 비행의 경우 공기 흡입구 현상이 크게 문제되지 않기 때문에 공기 저항을 줄일 수 있으면 되지만 초음속으로 비행할 경우 압축기로 유입되는 공기는 음속이하여야 하기 때문에 공기 흡입구 설계에 유의하여야 한다. 또한 초음속으로 인한 충격파에 대응하기 위해 콘(cone)이나 램프(ramp)를 설치한다.
- 압축기(Compressor)

유입된 공기를 압축하여 연소실로 보낸다. 거의 모든 제트 엔진이 팬을 일렬로 배열하여 공기가 팬을 지나면서 점차 압축되는 방식이다. 구동력은 터빈에서 샤프트로 연결하여 얻는다.
- 연소실(Combustor or Combustion Chamber)

압축기에서 유입된 공기가 연료와 섞여 연소하는 곳이다. 이때의 팽창력으로 터빈을 돌리고 배기구를 통해 고속의 제트 기류를 분출하여 추력을 얻는다. 연소를 위한 플래임홀더(flame holder)를 갖고 있다.
- 터빈(Turbine)

연소하는 공기의 팽창력을 이용하여 터빈을 회전시켜 동력을 얻는다. 이 동력으로 압축기를 돌리고 경우에 따라서는 외부와 연결해 동력을 전달한다. 터빈 날이 녹는 것을 방지하기 위해 압축기에서 유입된 차가운(상대적으로 차가운) 공기로 터빈 날을 식힌다.
- 샤프트(Shaft)

터빈에서 얻은 동력을 압축기에 전달하고 터보샤프트(터보프롭)의 경우 엔진 외부로 토크(Torque)를 전달한다.
- 후연기(Afterburner)

주로 전투기에 추가로 추력을 얻기 위해 사용된다. 연소되고 터빈을 빠져나온 팽창 가스는 여전히 높은 온도를 갖고 있으나, 그래도 점화장치가 필요하다. 애프터버너로 가열된 공기가 들어오기 전에 바이패스 기류가 연소가스와 잠시 합쳐졌다가 떨어지는데, 이 때 온도가 낮아지는것도 있고, 스크램블시엔 저출력운전(택싱)이나 활주로상에서 공회전을 하다가 갑자기 애프터버너를 작동함과 동시에 최대 출력으로 올리게 되는데, 이로 인해 가스의 온도가 부족할수도 있기 때문으로 보인다. 또한 불꽃안정기라는 추가부품도 필수이다. 그리고 여기에 연료를 분사, 점화하면 추력을 추가로 얻을 수 있다. 하지만 이 방법은 연비가 지나치게 나빠져서 이륙할 때나 목표지점으로 고속 이동해야 하는 사유가 있을 때(레이더 화면상에 아측 영공내로 침입한 적기 또는 적 폭격 편대가 포착되어 예상경로상에 실제공습경보가 발령되었을 시)나 비무장상태로 적기조우 또는 적 방공망의 미사일 발사 감지로 인해 고속도주할때, 또는 같은 이유로 고속도주하는 적기를 추격해야하는 중요한 이유가 있을 때(미그25나 미그31같은 서방측 전투기가 속도부족으로 따라가지 못함에도 영공 밖으로 이탈시켜 방어목적을 달성하는 것이나 이들이 착륙접근중임을 감지하고 격추및 비행장 보복폭격을 위해 고속추격하는 경우 등) 등 고기동을 요구할 때에만 사용된다.
- 배기구(Exhaust or Nozzle)

연소된 공기가 팽창하면서 배기구를 통하여 고속의 제트 기류를 내뿜고 추력을 얻는다. 대부분 일정한 단면을 갖고 분출 방향으로 오므린 모양이다.

## 같이 보기
- Pre-cooled 터보젯
- 핵추진 램젯
- 기어드 터보팬
- 램제트